# Лис, Ева
Ева Лис (нем. Eva Lys [ˈeːfa ˈlyːs];; род. 12 января 2002, Киев) — немецкая теннисистка.

## Профессиональная карьера
Родилась в Киеве, переехала в Германию в возрасте двух лет. Её отец Владимир — бывший теннисист, представлял Украину на Кубке Дэвиса, а в настоящее время является тренером в Гамбурге. Старшая сестра Евы, Лиза Матвиенко (род. 1997), также является теннисисткой. У них есть младшая сестра Изабелла. Ева посещала школу спортивной гимнастики Alter Teichweg в Гамбурге, которую также окончили Марвин Меллер и Карина Виттхефт.
Будучи юниоркой, она участвовала в Открытом чемпионате Австралии по теннису 2020 года, выиграв в квалификации, но проиграв уже в первом раунде.
Дебютировала в основной сетке WTA Tour на Открытом чемпионате Европы 2021 года в Гамбурге, когда получила wildcard в парном разряде в паре с Номой Ноха Акугуэ. В первом раунде они проиграли Моне Бартель и Мэнди Минелле. Затем Ева дебютировала в одиночном разряде на теннисном Гран-при Porsche 2022 в Штутгарте, пройдя квалификацию. В первом раунде она обыграла Викторию Голубич, а во втором уступила первой ракетке мира Иге Свёнтек.
В основной сетке турнира Большого шлема Ева впервые приняла участие на Открытом чемпионате Австралии 2023 года. В первом раунде она уступила Кристине Букше из Испании.
На Открытом чемпионате США по теннису 2023 года успешно прошла квалификацию, а затем в первом раунде одержала первую победу на мэйджорах над американкой Робин Монтгомери.
Прошла квалификацию на Открытом чемпионате Франции по теннису 2024 года, но уступила в 1-м круге француженке Кларе Бюрель

## Рейтинг на конец года
| Год  | Одиночный рейтинг | Парный рейтинг |
| ---- | ----------------- | -------------- |
| 2024 | 130               | —              |
| 2023 | 130               | —              |
| 2022 | 123               | 777            |
| 2021 | 340               | —              |
| 2020 | 1223              | 337            |
| 2019 | —                 | 1161           |

## Выступления на турнирах

### Финалы турнировWTAв одиночном разряде (0)

#### Поражение (0)
| Легенда:                    |
| --------------------------- |
| Турниры Большого Шлема (0*) |
| Олимпиада (0)               |
| Итоговый чемпионат года (0) |
| WTA-1000 (0)                |
| WTA-500 (0)                 |
| WTA-250 (0)                 |

| Титулы по покрытиям | Титулы по месту проведения матчей турнира |
| ------------------- | ----------------------------------------- |
| Хард (0)            | Зал (0)                                   |
| Грунт (0)           | Зал (0)                                   |
| Трава (0)           | Открытый воздух (0)                       |
| Ковёр (0)           | Открытый воздух (0)                       |

* количество побед в одиночном разряде + количество побед в парном разряде.